# Tribunj
Tribunj ist eine Gemeinde in Kroatien in der Gespanschaft Šibenik-Knin.
Tribunj liegt direkt an der kroatischen Küste. Das Gemeindegebiet umfasst 15,3 Quadratkilometer. Die Gemeinde liegt südöstlich von der Stadt Zadar.
Aufgrund der Lage am Meer nimmt der Tourismus in Tribunj eine zunehmend wichtige Rolle ein. Erst im Juli 2023 wurde eine 12 Kilometerlange Strandpromenade zwischen Tribunj und der Nachbargemeinde Vodice eröffnet.
Tribunj hatte im Jahr 2021 zur Zeit der Volkszählung 1594 Einwohner. Davon waren 770 (48,31 %) männlich und 824 (51,69 %) weiblich.

## Sehenswürdigkeiten
- Sveti Nikola ein Berg über der Stadt mit der Kirche St. Nikolaus, die 1452 über den Ruinen einer mittelalterlichen Festung gegründet wurde. Zur Kirche führt ein Weg mit Kreuzweg-Stationen.
- Die  Kirche Mariä Himmelfahrt, erbaut zwischen 1883 und 1885 aus weißem Kalkstein, befindet sich am Fuß des Bergs Sveti Nikola.